# Dedenewo
Dedenewo (russisch Деденево) ist eine Siedlung städtischen Typs in der Oblast Moskau (Russland) mit 6319 Einwohnern (Stand 14. Oktober 2010). Der Ort liegt am linken Ufer des Moskau-Wolga-Kanals, etwa 50 Kilometer nördlich von Moskau und unmittelbar südlich an die Stadt Jachroma angrenzend. Verwaltungstechnisch gehört Dedenewo zum Rajon (Landkreis) Dmitrow.

## Geschichte

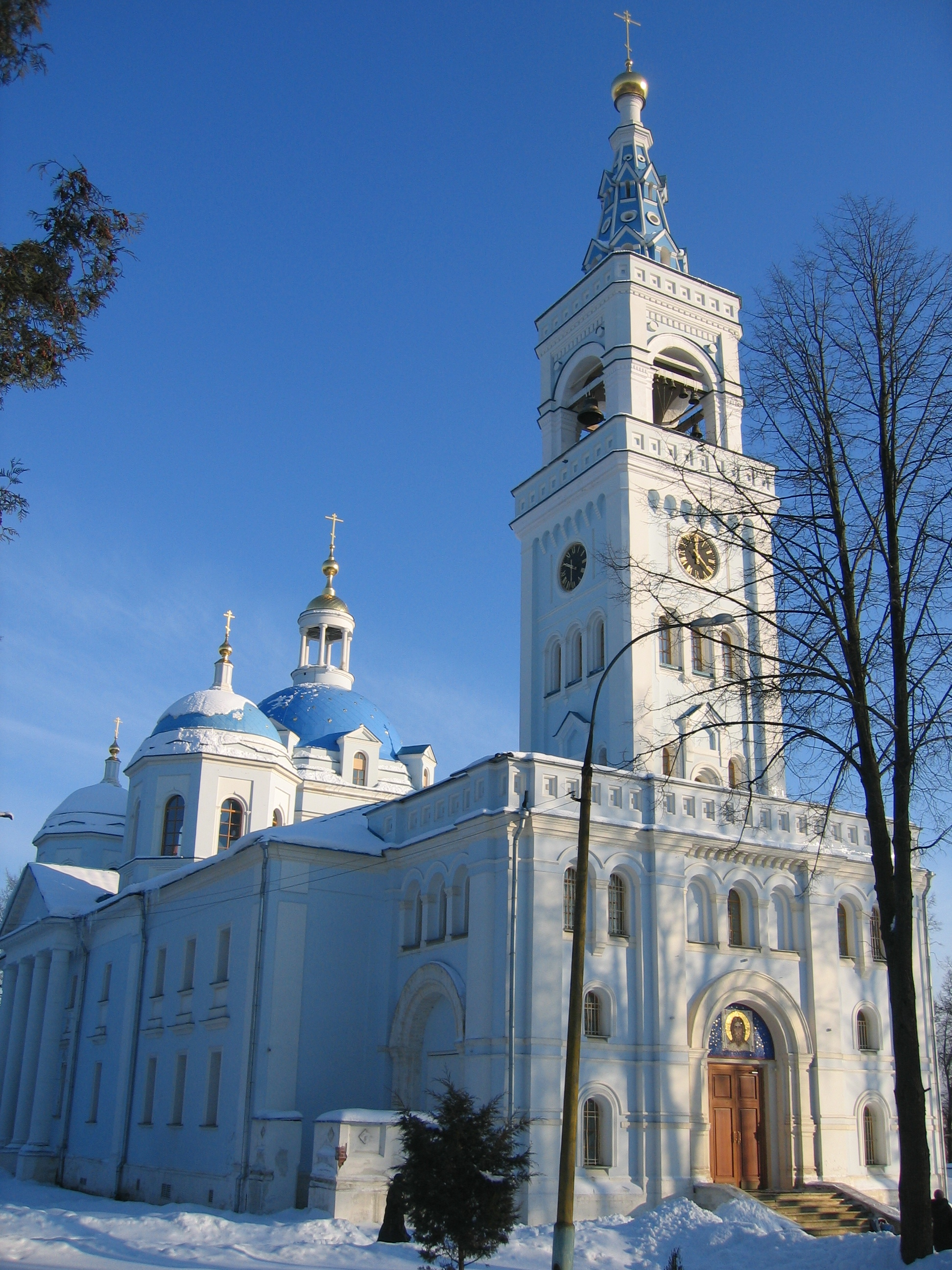
Blachernae-Erlöser-Kloster, Kathedrale mit Glockenturm

Als Dorf wurde Dedenewo 1504 erstmals urkundlich erwähnt und gehörte im 18. und 19. Jahrhundert dem russischen Grafengeschlecht Golowin. Dort befand sich auch das Landgut der Golowins. Als letztere Mitte des 19. Jahrhunderts Teile ihres Landbesitzers für die Gründung eines russisch-orthodoxen Frauenklosters stifteten, wurde etwas südlich ein neues Anwesen erbaut (darunter das Herrenhaus nach einem Entwurf des bekannten Baumeisters Fjodor Schechtel, das heute nicht erhalten ist). 1861 wurde das Kloster gegründet, das den Namen Blachernae-Erlöser-Kloster (Спасо-Влахернский монастырь) erhielt. Die bis heute bestehende Erlöserkathedrale dieses Klosters entstand noch 1811 als Dorfkirche und wurde bis Ende des 19. Jahrhunderts erweitert, darunter 1886–1890 mit einem dreirangigen Glockenturm.
Kurz vor der Oktoberrevolution 1917 zählte das Kloster bereits rund 300 Nonnen. 1922 ließ die neue Sowjetmacht das Kloster schließen und in dessen Bauten ein Behindertenwohnheim einrichten. Während des Zweiten Weltkriegs wurde Dedenewo wie auch die meisten Bauwerke des Klosters bei deutschen Bombardements stark beschädigt. Nachdem das Kloster kurz nach dem Zerfall der Sowjetunion der russisch-orthodoxen Kirche zurückgegeben wurde, wurde es 1993–2001 wiederaufgebaut und wird heute wieder als Frauenkloster genutzt.

### Bevölkerungsentwicklung
| Jahr | Einwohner |
| ---- | --------- |
| 1979 | 6834      |
| 1989 | 7626      |
| 2002 | 6509      |
| 2010 | 6319      |

Anmerkung: Volkszählungsdaten

## Wirtschaft und Verkehr
Heute gilt Dedenewo als lokales Touristenziel, wozu sowohl das historische Kloster als auch ein in der Nähe eingerichtetes Wintersportzentrum beitragen. Durch den Ort verläuft die Eisenbahnlinie von Moskau über Dmitrow nach Kimry mit dem Haltepunkt Turist in der Nähe des Blachernae-Erlöser-Klosters. Dort halten regelmäßig Nahverkehrszüge, die Dedenewo mit dem Sawjolowoer Bahnhof in Moskau sowie unter anderem mit Jachroma, Dmitrow, Lobnja und Dolgoprudny verbinden.

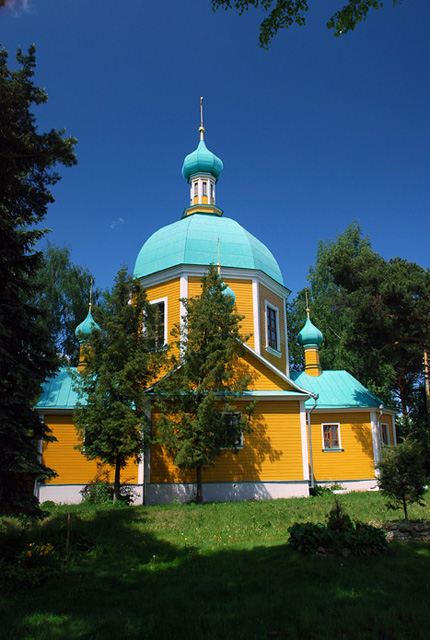
Blachernae-Erlöser-Kloster, Holzkirche
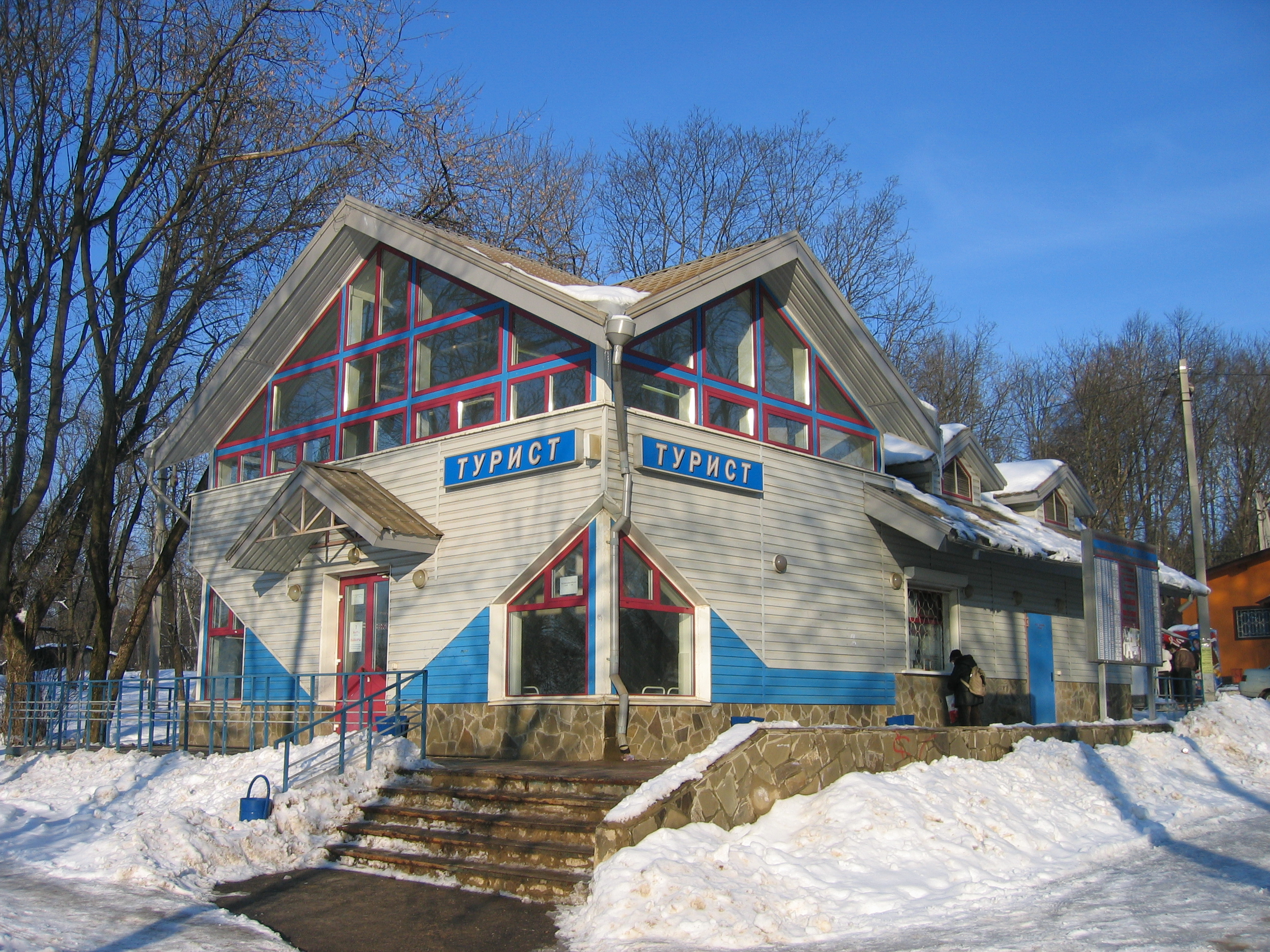
Bahnhaltepunkt Turist, Stationsgebäude

## Söhne und Töchter der Stadt
- Alexander Schirow (1958–1983), Skirennläufer